# 卡羅萊納死神
卡罗来纳死神（英語：Carolina Reaper）是黄灯笼辣椒的栽培品种，育种者为美国人埃德·柯里。这种辣椒外观呈红色且形状凹凸不平，除此之外还有一个小而尖的尾部。2017年，卡罗来纳死神辣椒荣获最辣辣椒的吉尼斯世界纪录。不过这一记录已经于2023年被同为柯里所培育的X辣椒打破。

## 辛辣度

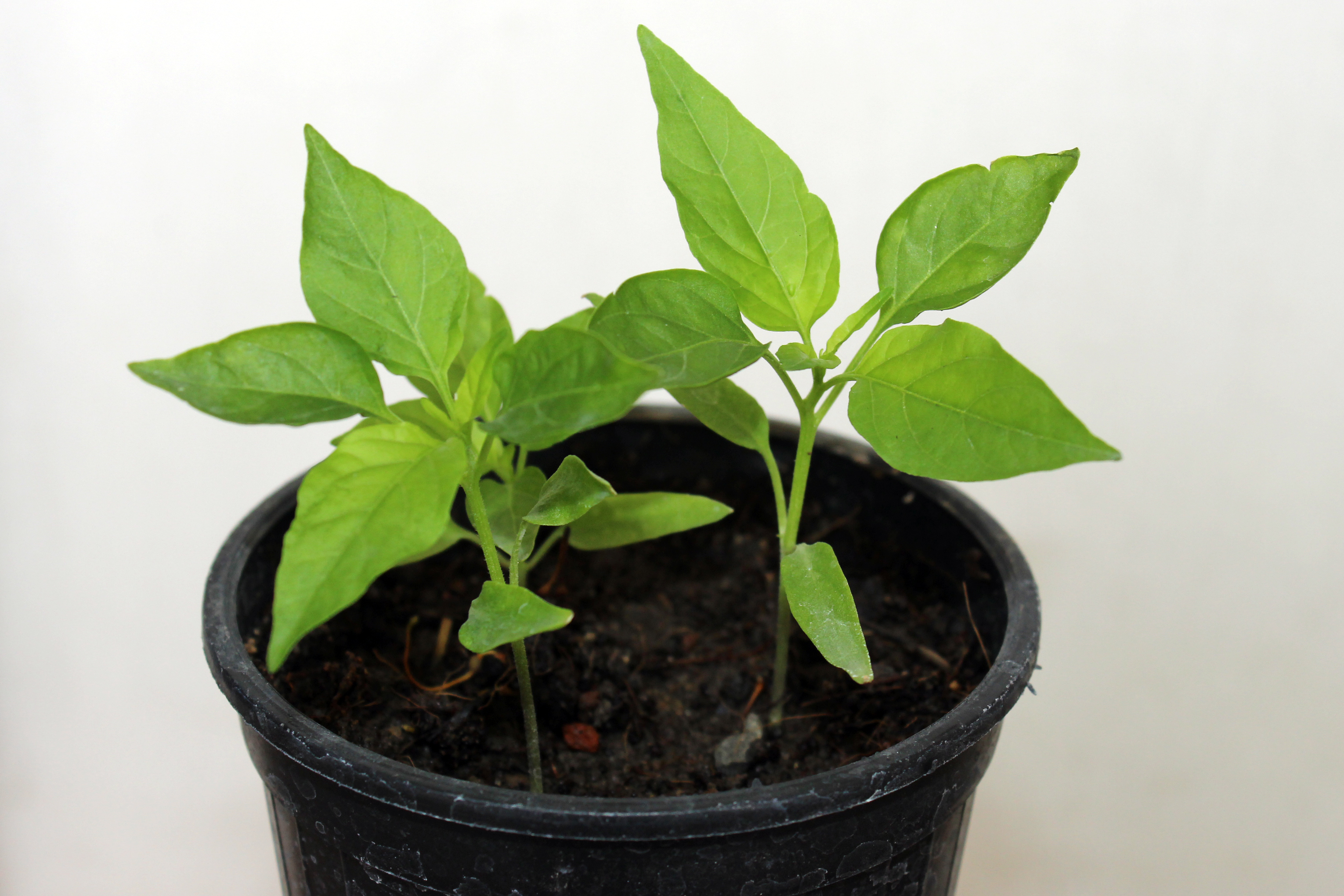
生长时长30天的卡罗来纳死神辣椒植株

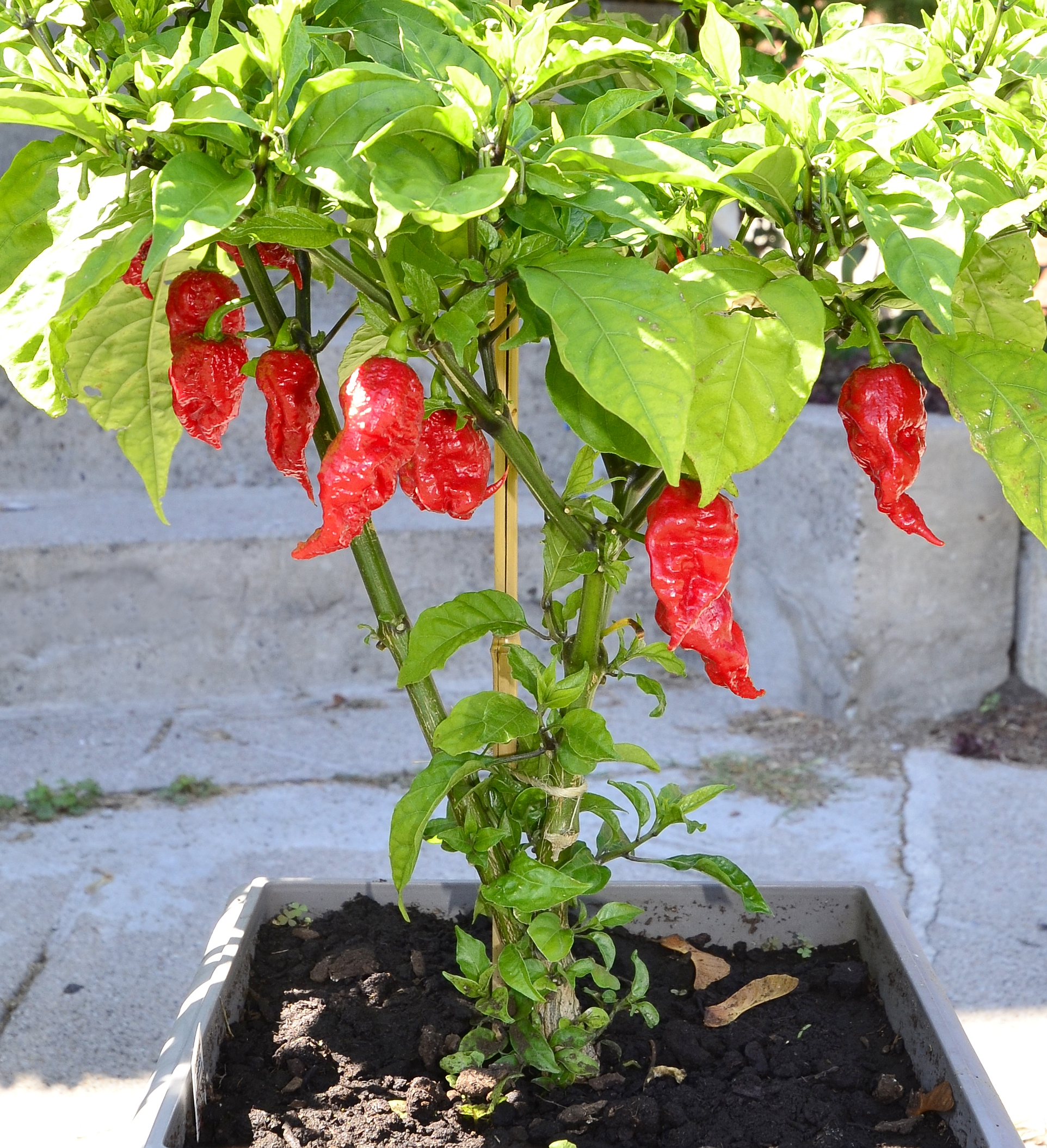
成熟植株

卡罗来纳死神辣椒由本身就已经非常辣的哈瓦那辣椒与印度娜迦毒蛇辣椒杂交而来，由于其果实尾部的形状酷似死神的镰刀，因此得名“卡罗来纳死神”。此种辣椒有水果的味道，一开始品尝时甚至能感到甜味，但之后瞬间就能给品尝者带来“岩浆灼烧般的痛感”。食用辣椒所造成的辛辣感是由辣椒中的辣椒素带来的，而辣味的强弱可通过斯科维尔指标（SHU）来衡量。
该辣椒是由普克巴特（Puckerbutt）辣椒公司的所有者埃德·柯里培育的，培育地点为位于美国南卡罗来纳州米尔堡的一处温室。2017年8月11日，卡罗来纳死神辣椒被吉尼斯世界纪录认证为世界上最辣的辣椒，打破了先前由特立尼達蠍子壯漢T辣椒创下的记录。此项吉尼斯世界纪录的数据由南卡罗来纳州温思罗普大学所测，其数值为1,641,183SHU。这一数值实际上是一批辣椒的平均辣度，单个辣椒的最高辣度甚至能高达220万SHU。
2017年5月，来自威尔士圣亚萨的育种员迈克·史密斯声称他与诺丁汉特伦特大学共同培育的龙之气息辣椒辣度高达240万SHU，超过了卡罗来纳死神，并同时申请了吉尼斯世界纪录。不过仅在四个月以后，柯里便声称自己培育出了更辣的X辣椒，其辣度高达318万SHU。

## 栽培
在种植方面，英国民族植物学家詹姆斯·王称这种辣椒“适合在家中种植”。詹姆斯·王表示其最低种植温度应为18 °C（64 °F），并建议将其种植在大小30—40 cm（12—16英寸）花盆中，目的是限制其生长，从而促使其快速结果。成熟后的卡罗来纳死神辣椒果实大约有半个手掌的大小。